# Алекс Реймонд
Александр Гіллеспі Реймонд молодший (англ. Alex Raymond, 2 жовтня 1909 — 6 вересня 1956) — американський художник-мультиплікатор та ілюстратор, найбільш відомий завдяки створенню коміксу «Флеш Гордон» для King Features Syndicate у 1934 році. Згодом стрічка була адаптована для багатьох інших засобів масової інформації, від трьох кіносеріалів Universal (1936 «Флеш Гордон», 1938 «Флеш Гордон Подорож на Марс» і 1940 «Флеш Гордон завойовує Всесвіт») до телесеріалу 1950-х і повнометражного фільму 1980 року.
Батько Реймонда любив малювати і заохочував сина малювати з раннього дитинства. На початку 1930-х років це змусило Реймонда стати помічником ілюстратора на таких стрічках, як «Тіллі-трудівниця» та «Удача Тіма Тайлера». Наприкінці 1933 року, щоб конкурувати з популярним коміксом «Бак Роджерс», Реймонд створив епічний науково-фантастичний комікс «Флеш Гордон». Невдовзі Флеш був найпопулярнішим. Одночасно з «Флешем» Реймонд також працював над пригодницькою сагою про джунглях «Джим з джунглів» і шпигунською пригодницькою серією «Таємний агент X-9», хоча через збільшення робочого навантаження до 1935 року він залишив «Таємного агента X-9» іншому художнику. 1944 року Александр залишив комікси, щоб приєднатися до морської піхоти, бачив бої на Тихоокеанському театрі бойових дій у 1945 році та був демобілізований 1946 року. Повернувшись до цивільного життя, Реймонд створив і проілюстрував широко оголошений «Ріп Кірбі», приватний детективний комікс. 1956 року Реймонд загинув в автокатастрофі у віці 46 років.
Його стали називати «художником художника», і його стиль, який часто наслідували, можна побачити на багатьох стрічках, які він ілюстрував. Реймонд працював із живими моделями, наданими Манхеттенським агентством Волтера Торнтона, як зазначено в «Сучасному Жулі Верні», профілі Реймонда, опублікованому в Dell Four-Color «Флеш Гордон» № 10 (1942), показуючи, як модель Торнтона Патриція Квін позувала як персонажа стрічки.
Багато художників для своїх робіт використовували Реймонда як джерело натхнення, зокрема художники коміксів Джек Кірбі, Боб Кейн, Расс Меннінг та Ел Вільямсон. Джордж Лукас назвав Реймонда найбільшим впливом на «Зоряні війни». У 1996 році він був включений до Зали слави коміксів Вілла Айснера. Моріс Горн заявив, що Реймонд, безсумнівно, володів «найрізноманітнішим талантом» з усіх творців коміксів. Він також описав свій стиль як «точний, ясний і гострий». Карл Баркс описав Реймонда як людину, «яка могла поєднати майстерність з емоціями та всіма хитрощами, які увійшли в гарний пригодницький фільм». Вплив Раймонда на інших карикатуристів був значним за його життя і не зменшився після його смерті.

## Життєпис

### Раннє життя та кар'єра
Реймонд народився в 1909 році в Нью-Рошеллі, Нью-Йорк; його батьками були Беатріс В. (уроджена Кросслі) та Олександр Гіллеспі Реймонд-старший. Хлопчик виховувався у римо-католицькій вірі.
Його батько був інженером-будівельником і будівельником доріг, який заохочував любов свого сина до малювання з раннього дитинства, навіть «покрив одну стіну свого кабінету в будівлі Вулворт» роботами свого маленького сина. Батько Реймонда помер, коли йому було 12 років, після чого він відчув, що у мистецтва немає такого життєздатного майбутнього, як він сподівався. За спортивною стипендією він відвідував Підготовчу школу Іона. Там він грав на позиції крайнього захисника футбольної команди 1926 року тренера «Турка» Сміта.
Першою роботою Реймонда була робота продавця замовлень на Волл-стріт. На хвилі економічної кризи 1929 року він вступив до Великої центральної школи мистецтв у Нью-Йорку та почав працювати повіреним у іпотечного брокера.
Зійшовши до колишнього сусіда Расса Вестовера, незабаром Реймонд залишив роботу і до 1930 року допомагав Вестоверу над його коміксом «Тіллі-Трудянка». У результаті Реймонда «ввели в King Features Syndicate», де він згодом став штатним художником і для якого створив свої найкращі твори мистецтва.
На Реймонда вплинули різні художники-карикатуристи та журнальні ілюстратори, зокрема Метт Кларк, Франклін Бут і Джон Ла Гатта. З кінця 1931 до 1933 року Реймонд асистував Лаймену Янгу над фільмом «Удача Тіма Тайлера», зрештою став художником-рабом у «1932 і 1933 роки … [як] на щоденній смузі, так і на недільній сторінці», перетворивши її «в одну з найбільш привабливих смуг часу». Паралельно Реймонд асистував Шику Янгу на Blondie.
У 1933 році King Features доручив йому оформити шпигунську пригодницьку стрічку «Таємний агент X-9» за сценарієм романіста Дешіеля Геммета. Ілюстративний підхід Реймонда до цієї стрічки зробив його провідним талантом King Features.

### Флеш Гордон, Джангл Джим і секретний агент Х-9
Наприкінці 1933 року King Features попросив його створити недільну сторінку, яка могла б конкурувати з «Баком Роджерсом у XXV столітті», популярною науково-фантастичною пригодницькою стрічкою, яка дебютувала в 1929 році та у 1933 р. породила конкурента «Бріка Бредфорда». За словами King Features, президент синдикату Джо Конноллі «дав Реймонду ідею… засновану на фантастичних пригодах, схожих на пригоди Жуля Верна».
Разом із автором-привидом Доном Муром, ветераном кримінальної фантастики, Реймонд створив візуально розкішний науково-фантастичний епічний комікс «Флеш Гордон». Дует також створив «додаткову стрічку, „Джунглі Джим“, пригодницьку сагу, яка розгортається в Південно-Східній Азії», верхня частина якої в деяких газетах була вище Флеша. Реймонд паралельно ілюстрував «Таємного агента X-9», прем'єра якого відбулася 22 січня 1934 року, через два тижні після двох інших смуг. Саме «Флеш Гордон» переживе інших, швидко «розвинувши] аудиторію, яка значно перевершила» аудиторію «Бака Роджерса». «Флеш Гордон», писав Стівен Беккер, «був дотепнішим і рухався швидше» тому «позиція Бака як улюбленого фантастичного героя Америки, — писав історик Білл Крауч-молодший, — пішла під укіс художньому батогу і видовищу віртуозної роботи Алекса Реймонда». Алекс Реймонд сказав: «Я чесно вирішив, що комікс — це самостійний вид мистецтва. Воно точніше відображає життя і час і насправді є більш художнім, ніж журнальна ілюстрація, оскільки є повністю творчим. Ілюстратор працює з камерою і моделями, а художник-коміксист починає з білого аркуша паперу і придумує власну справу — він драматург, режисер, редактор і художник водночас». A. Е. Мендес також стверджував, що «досягнення Реймонда подрібнюються на дрібні шматочки знавцями коміксів. Загублена у вартісних зусиллях виокремити комікси як вид мистецтва, романтика, розмах і краса малюнків Реймонда, його незрівнянна лінійна робота, відкидаються. Для багатьох це просто красиві картинки. Так чи інакше, для таких людей, як Каніфф та Айзнер, запозичення з кіно — це нормально. Це справжній сторітелінг. Але для Реймонда вчитися на ілюстратора, ну, це просто не комікси».
Дебютувавши 7 січня 1934 року, перша стрічка Реймонда «Флеш» представила «всесвітньо відомого гравця в поло», неймовірно залученого в космічну пригоду разом із коханою Дейл Арден і вченим доктором Гансом Зарковим. Перевезені ракетою на планету Монго, «яка мала зіткнутися із Землею», тріо «миттєво вплуталося у справи мешканців Монго — зокрема, у справи його підступного полководця, імператора Міна», який став ворогом Флеша Гордона протягом усього періоду втілень франшизи.
На початку 1935 року Геммет вирішив залишити сценарій «Таємного агента X-9», щоб продовжити кар'єру в Голлівуді. Хоча було припущено, що Реймонд взяв на себе обов'язки написання стрічки, поки не знайдуть заміну, натомість біограф Том Робертс вважає, що стрічка була написана комітетом під час редакційної конференції, і Р. К. Гарві вважає, що ця думка підтверджується самими стрічками. Святий автор Леслі Чартеріс був найнятий для написання стрічки у вересні 1935 року, але пара співпрацювала лише над однією сюжетною лінією. До кінця 1935 року «[робоче] навантаження було занадто великим для Реймонда» який залишив «Таємного агента X-9» художнику Чарльз Фландерс, щоб більше часу приділяти його скрупульозним недільним сторінкам.
Кажуть, що робота Реймонда над «X-9» особливо тягнулася до «відчуття найкращого целюлозного інтер'єрного мистецтва того часу», стилю, який розвивався з його власними так званими «великими розквітами» і «пізніше розквітнув на повну силу у „Флеші Гордоні“ і „Джунглі Джим“». "Під його пером, — пише Моріс Горн, його недільні сторінки «стали всесвітньо відомими (особливо Флеш Гордон)». Однак історик і критик Р. К. Гарві стверджує, що «незважаючи на великий талант Реймонда як ілюстратора, його використання коміксів (на X-9) не було дуже вражаючим». Гарві вважає, що робота Реймонда страждає порівняно з одночасними роботами Мілтона Каніффа, причому недоліки Реймонда як візуального оповідача менш помітні на щотижневій недільній стрічці, де наданий простір розігрував його майстерність як ілюстратора.
Суттєві роботи Реймонда, для яких художник особливо «вивчав популярних ілюстраторів», зокрема художника Метта Кларка, чиї роботи особливо нагадують чоловічі фігури Реймонда — вийшли за межі своїх кордонів і «привернули набагато більше лояльних читачів, ніж … [досить надумані та непереконливі пригодницькі історії», які зображували його роботи. Реймонд швидко став "«одним з найбільш шанованих — і найбільш імітованих — у всіх коміксах» за свою роботу над щотижневою смугою, а Гарві оголосив його роботу над смугою «технічною віртуозністю, яку на сторінках коміксів можна порівняти лише з Гарольдом Фостером у „Принцеві Веліенті“». Реймонд змінив макет смуги з чотирирівневої у 1934 році на дворівневу у 1936 році, зменшивши кількість панелей, але збільшивши їхній розмір удвічі. Поєднання цього з перенесенням діалогів з словесних бульбашок на підписи внизу панелі дало Раймонду простір для створення детальних і атмосферних заставок. На цих просторих фонах розміщення персонажів у героїчних позах «надало всьому підприємству міфічності».
1940 року «Флеш Гордон» отримав щоденну смугу, проілюстровану Остіном Бріггсом. 1944 року Реймонд залишив недільну смугу, щоб приєднатися до морської піхоти, після чого щоденна смуга була скасована, а Бріггс взяв на себе обов'язки недільної смуги, продовжуючи працювати до 1948 року. На недільній смузі Бріггса змінив Емануель «Мак» Рабой, в той час як щоденна смуга була відроджена у 1951 році Деном Баррі. Баррі також взяв на себе недільні обов'язки після смерті Рабоя 1967 року.
Армандо Мендес описує «Джунглі Джима» Реймонда, що висить над «Флешем Гордоном», як «річ краси… завжди більше, ніж просто вершина або поверхнева відповідь на вишуканого „Тарзана“ Гела Фостера»". Супровідна смуга еволюціонувала з часом, перетворившись з початкового «двох ярусів і до шести панелей [макета], з мовними бульками» на «один ряд з чотирьох дуже високих панелей з декларативним текстом і статичною, вертикальною композицією». Майстерність і художня вправність Реймонда, однак, зберегли оповідання постійним, а малюнок яскравим. Дія «Джунглі Джима» «розгорталася в сучасності та на екзотичному Малайському півострові з островами, [але] мала на меті повернутися до оригінальних казок Кіплінга, Гаґґарда та Берроуза».

### Військова кар'єра

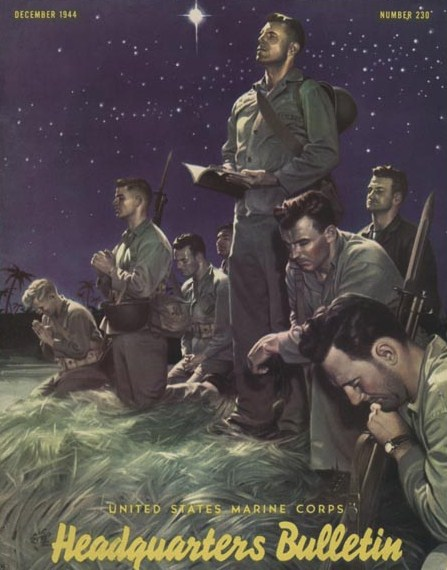
Перебуваючи в морській піхоті, Реймонд намалював для «Бюлетеня штабу морської піхоти» ілюстрацію «Морські піхотинці на молитві» (грудень 1944 р.).

Реймонд сприйняв війну в Європі настільки серйозно, що включив її у свої стрічки, а навесні 1941 року Флеш повернувся на Землю. Джунглі Джим теж виявився втягнутим у конфлікт, воюючи в лавах американської армії. Реймонд ставав «неспокійним щодо виконання свого обов'язку», і цей неспокій посилювався усвідомленням того, що четверо з його п'яти братів вже були мобілізовані. У лютому 1944 року Реймонд залишив King Features і роботу над сторінками недільного журналу про «Флеша Гордона» та «Джанглі Джима», щоб вступити до Корпусу морської піхоти США, тримавши звання капітана і служачи у відділі зі зв'язків з громадськістю. Реймонд сказав: «Я просто повинен був вступити в цю боротьбу … Я завжди був з тих хлопців, у яких комок застрягає в горлі, коли оркестр грає „Зоряно-смугастий прапор“».
Невдовзі після цього його "було відправлено в Квантіко для навчання за програмою Школи наземних офіцерів авіації», і незабаром він почав виготовляти «плакати та патріотичні зображення з урядового офісу у Філадельфії». Його найвідомішим зображенням того часу є «Морські піхотинці на молитві», якому «судилося стати відомим і широко розповсюдженим зображенням морських піхотинців на полі бою, які зупинилися для поклоніння». Реймонд також «розробив офіційну різдвяну листівку Корпусу морської піхоти 1944 року». Бажаючи «наблизитися до подій», він тренувався на авіаційній базі Корпусу морської піхоти в Санта-Барбарі. Згодом він вирушив служити на Тихоокеанському театрі «під час круїзу 1945 року ескортного авіаносця USS Gilbert Islands». Його товариші по морській піхоті (які виросли на «Флеші Гордоні») ставилися до нього як до знаменитості, проте вважали його «приземленим хлопцем» і дуже любили його. Він побачив «період напружених боїв у червні 1945 року», і був «зроблений почесним членом ВМТБ-143 у серпні 1945 року». У травні 1945 року Реймонд розробив нарукавний знак ескадрильї для людей VMTB-143, після чого «ескадрилья прийняла нову назву «Ракетні рейдери»».
1946 року Реймонд  демобілізувався в званні майора. Після повернення він не зміг повернутися до «Флеша Гордона». King Features не були готові узурпувати Остіна Бріггса з недільної стрічки і зазначили, що Реймонд пішов добровільно, щоб вступити до армії. Родичі Реймонда згадують, що художник обурювався цим рішенням, через яке він відчував себе «відкинутим з такою малою повагою». Однак King Features запропонували Реймонду можливість створити нову смугу.

### Ріп Кірбі
«Поліцейська щоденна стрічка» Реймонда названа на честь головного персонажа — Дж. Ремінгтона «Ріп» Кірбі, дебютувала 4 березня 1946 року, за задумом (і початковим сценарієм) редактора King Features Ворда Гріна. Сюжет смужок важче визначити, оскільки наявні мізерні докази підтверджують думку про те, що Реймонд був не просто ілюстратором. Однак, як це було відносно поширеним явищем на таких стрічках, публікація належала Реймонду, чиє ім'я було головним елементом продажу; художнику навіть вдалося укласти угоду про співвласність з King Features та отримати кращий розподіл прибутку, ніж зазвичай. «Ріп Кірбі» був поверненням Реймонда до газетних стрічок після війни, і він швидко створив новий «сучасний» стиль для стрічки, зберігаючи зв'язки з аудиторією, яку він створив завдяки «Флешу Гордону», «Джунглі Джиму» та «Секретному агенту Х-9».
Поряд із реінтеграцією американської армії в цивільне життя після Другої світової війни Ріп (як і Реймонд) був «колишнім морським піхотинцем», який «оформив себе як приватний детектив» — покликання, створене спеціально для того, щоб забезпечувати щоденні гострі відчуття.
Описана Стівеном Беккером як «сучасна і майже надто інтелектуальна», стрічка уникала багатьох вигаданих детективних тропів (наприклад, алкоголізму, двокулакових помічників і асортименту взаємозамінних фатальних жінок). Натомість «[Ріп] більше розмірковував, ніж бився, і, коли це робив, неквапливо курив люльку»; «замість дворушника … мав кволого, лисого помічника»; «мав постійну дівчину… [і] якщо цього було недостатньо, він навіть носив окуляри!» Ріп «жив і працював у впізнаваному, гламурному, сучасному Нью-Йорку над справами, пов'язаними з дуже людськими слабкостями та пороками», і «старішав у міру того, як розвивалася стрічка», що було рідкісним явищем у тогочасних стрічках (хоча вперше з'явилося у «Бензиновій алеї» та «Мері Ворт»). Реймонд відзначив зміну тематики, зазначивши, що «хотів зробити щось інше та більш приземлене».
Стилістично «Реймонд звернувся до рекламного стилю Студії Купера та ЕлаПаркера за натхненням, підштовхнувши нове покоління художників-коміксистів слідувати свіжому напрямку» — «прославляти сучасне післявоєнне американське життя». Хоча стрічка була повністю чорно-білою, Реймонд наполегливо працював над додаванням тону за допомогою художніх прийомів. «Реймонд, проте, [розфарбовував] за допомогою використання різних ліній… [створюючи] колір за допомогою контрасту». Його новий стиль став предметом наслідування в усій індустрії і став відомим як «стиль Реймонда».
Тираж коміксу неухильно зростав, і саме художник отримав найбільше похвал, в тому числі четверту премію Рубена 1949 року. Він також був президентом Національного товариства карикатуристів з 1950 по 1952 рр., створивши структуру комітету, відповідального за нагляд за організацією, і з головою поринув у відстоювання карикатури як виду мистецтва. Реймонд отримав вигоду від впізнаваності, а також фінансову вигоду, і продовжував працювати над коміксом аж до своєї передчасної смерті у вересні 1956 року. Його співробітником з 1952 року був письменник Фред Діккенсон (який писав смужку ще 34 роки), а його наступником у художньому плані став ілюстратор журналу «Young Romance» та видавництва Prize Publications Джон Прентис. Коментатори кажуть, що Прентис перегукувався з художнім стилем «Ріпа Кірбі», але йому бракувало «чудового дизайнерського чуття Реймонда», хоча Прентис отримував похвалу за свою роботу від родини Реймонда. Прентіс малював «Ріпа Кірбі» до своєї смерті в 1999 році, а сам комікс завершився місяцем пізніше.

## Спадщина
У 1967 році Вуді Гелман перевидав у твердій обкладинці деякі з ранніх коміксів Реймонда під своїм видавництвом Nostalgia Press. 1974 року журнал Time назвав його, поряд з автором-ілюстратором «Принца Веліента» Гелом Фостером, «свого роду генієм», а у книзі Джеррі Бейлза та Геймса Вейра «Хто є хто в американських коміксах» він був названий «чи не найвпливовішим художником ранніх коміксів» і його творчий доробок є безмірним. Гарві стверджував, що саме завдяки Реймонду та Фостеру ілюстративний стиль став домінуючим для пригодницьких коміксів. «Його робота та робота Фостера створили візуальний стандарт, за яким відтепер будуть вимірюватися всі подібні комікси». Біограф Том Робертс також вважає, що робота Реймонда над «Ріпом Кірбі» "«надихнула всі комікси в стилі мильної опери п'ятдесятих і шістдесятих років». Робертс стверджує, що такі стрічки, як «Квартира 3-G», «можуть простежити свої витоки до успіху стрічки Реймонда». Незважаючи на те, що його роботи рідко можна побачити за межами газетних «стрипів», оскільки Реймонд вважав за краще зосередити свою енергію на роздяганні, він також створив ряд «ілюстрацій для Blue Book, Look, Collier's і Cosmopolitan», а також Esquire.
«Підвищеному реалізму» фотореалістичного стилю Реймонда «дорікають за те, що він робить його фотографії занадто реалістичними, занадто розкішними заради них самих», хоча багато коментаторів вважають, що саме цей метод «занурює читача в історію». Роботи Реймонда мають «позачасову привабливість», багато аспектів якої, включаючи використання розтушовування (техніка затінення, у якій м'яка серія паралельних ліній допомагає підкреслити контур об'єкта) — надихали покоління карикатуристів, його робота стала «сировиною для файлів для розгортання майбутніх поколінь». Його робота над «Ріпом Кірбі» особливо відома завдяки використанню «складної чорної плями», техніки, яку Реймонд використовував з 1949 року «для темпу». Колега-карикатурист Стен Дрейк згадував, що Реймонд називав свої чорні ділянки «басейнами тиші», оскільки вони слугували «паузою для глядача, чимось, що сповільнювало рух очей по панелям стрічки».

### Специфічні впливи

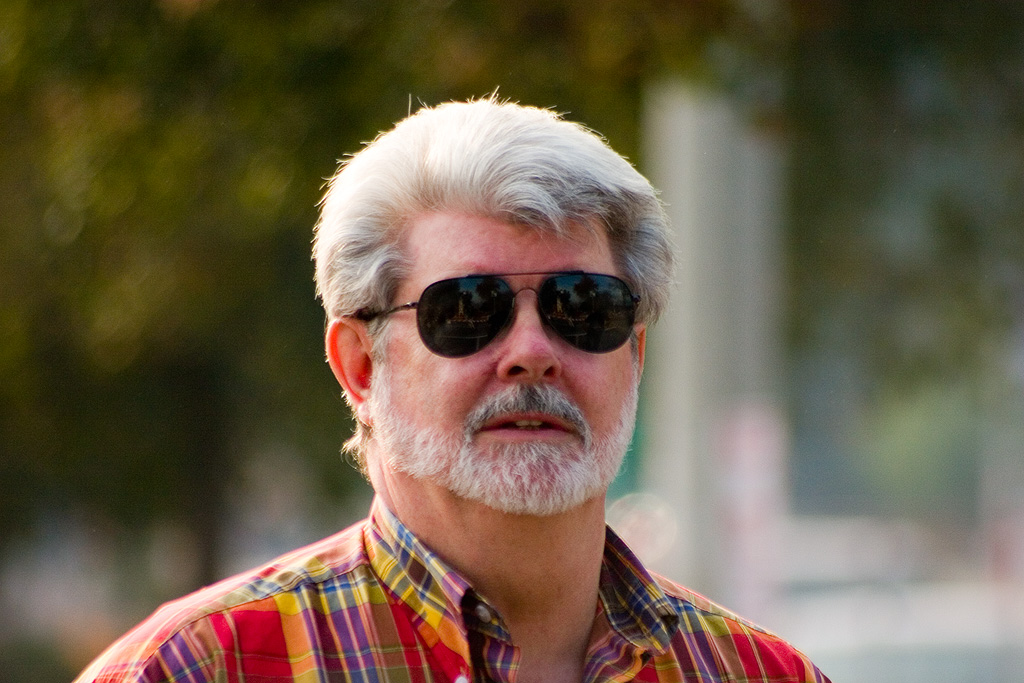
Джордж Лукас, який назвав Реймонда особою, яка вплинула на «Зоряні війни»

«Вплив Алекса Реймонда на інших карикатуристів був значним за його життя і не зменшився після його смерті». Джордж Лукас назвав «Флеша Гордона» Реймонда головним джерелом натхнення його фільмів «Зоряні війни» (які, за циклічним циклом, надихнули на створення фільму «Флеш Гордон» 1980 року), тоді як довга тінь Реймонда впала на індустрію коміксів відтоді, як його робота побачила світ. Художники коміксів, які назвали Реймонда особливо значним впливом на їх творчість. До них належать Мерфі Андерсона, Джим Апаро, Метт Бейкер, Френк Бруннер, Джон Бушема, Джин Колан, Дік Діллін, Лу Файн, Хосе Луїс Гарсія-Лопес, Френк Джакойя, Боб Хейні, Джек Кац, Еверетт Реймонд Кінстлер, Джо Куберт, Расс Меннінг, Морт Мескін, Шелдон Молдофф, Луїс Гарсія Мозос, Джо Орландо, Мак Рабой, Джон Роміта-молодший, Курт Шаффенбергер, Джо Сінотт, Дік Спранг Алекс Тот, серед багатьох інших.
Зокрема, багато найвпливовіших і найвідоміших художників коміксів усіх часів називали Реймонда ключовим фактором впливу. Ел Вільямсон, засновник видавництва EC Comics, називає Реймонда одним з головних авторитетів, і цитує його слова про те, що Реймонд був «причиною того, що я став художником». Дійсно, в середині 1950-х Вільямсон допомагав у створенні коміксів про Флеша Гордона, а в середині 1960-х — Ріпа Кірбі (всі після Реймонда). Ключові митці Золотої доби коміксів відзначають, що на їх творчість вплинув Реймонд. Художні творці Бетмена (Боб Кейн) і Супермена (Джо Шустер) вважають його (разом з Мілтоном Кеніффом, Біллі ДеБеком і Роєм Крейном) сильним джерелом впливу на їхній мистецький розвиток. Десятиліттями пізніше, провісник Срібного віку коміксів (і співавтор більшості пантеону героїв Marvel Comics), Джек «Король» Кірбі разом із колегою Гелом Фостером також вважає Реймонда особливим взірцем і натхненником.
Творець «Церебруса» Дейв Сім з 2008 року публікує комікс під назвою гламурний котик, який є дослідженням кар'єри Алекса Реймонда (і технік інших фотореалістів, таких як Стен Дрейк і Ел Вільямсон), структурованим навколо гіпотетичної сюжетної лінії, що розгортається протягом останнього дня життя Реймонда.

### Особисте життя
31 грудня 1930 року Реймонд одружився з Гелен Френсіс Вільямс, від якої у нього було п'ятеро дітей. Імена трьох його дочок — Джудіт, Лінн і Гелен — були увічнені в імені дівчини Ріпа Кірбі, Джудіт Лінн «Гані» Доріан. У Реймондів також було двоє синів: Алан В. і Дункан. Він був двоюрідним дядьком акторів Метта Діллона та Кевіна Діллона. Його молодший брат, Джим Реймонд, також був художником-мультиплікатором і працював асистентом Шика Янга на Blondie.

### Смерть
6 вересня 1956 року, за місяць до свого 47-річчя, Реймонд загинув в автомобільній аварії у Вестпорті, штат Коннектикут. Він їхав на Corvette 1956 року колеги-мультиплікатора Стена Дрейка вдвічі швидше за вказане обмеження швидкості в 40 км/год. Втративши контроль, він врізався в дерево і загинув. У своїй біографії Робертс описує обставини, що склалися, як результат погодних умов. Реймонд їхав у кабріолеті з відкидним верхом, коли почався дощ. Він вирішив швидше дістатися до місця призначення, а не зупинятися, щоб підняти дах. Машина розбилася, Дрейка викинуло назовні, а Реймонд, який був пристебнутий ременем безпеки, загинув миттєво. Природа його смерті викликала багато спекуляцій. Дрейк і деякі інші вважали, що Реймонд був схильний до самогубства. За місяць до смерті Реймонд потрапив у чотири автомобільні аварії. Це дало підстави Дрейку стверджувати, що Реймонд «намагався себе вбити». Автор книги Арлен Шумер вважає, що мотивом самогубства стало особисте життя Реймонда. Шумер стверджував, що Реймонд мав романи і що його дружина відмовлялася давати йому розлучення. Р. К. Гарві відкинув цю мотивацію: «Самогубство здається мені дивним способом реагування на розчарування в романтичних стосунках для людини з таким рівнем освіченості, як Реймонд». Гарві також зазначив, що в біографії Тома Робертса немає жодної згадки про будь-які передбачувані зв'язки, «ймовірно, через повагу до сім'ї Реймонда, яка залишилася живою». Дрейк також цитував припущення, що Реймонд «натиснув на акселератор помилково». Реймонд був похований на римо-католицькому кладовищі Св. Іоанна в Дарієні, штат Коннектикут.

## Нагороди
1949 року за роботу над «Ріпом Кірбі» Алекс Реймонд отримав нагороду Рубена від Національного товариства карикатуристів, а пізніше він був президентом товариства в 1950 і 1951 роках. 1996 року він був включений до Зали слави коміксів Вілла Айснера. 2014 року він був включений до Зали слави Товариства ілюстраторів.
Моріс Горн називає Реймонда «одним з найвідоміших художників-коміксистів усіх часів як творця чотирьох видатних коміксів (подвиг, неперевершений донині)», зазначаючи, що він «отримав багато відзнак і нагород за своє життя за свою роботу як карикатуриста і як журнального ілюстратора».

### Зібрані видання
Роботи Раймонда неодноразово ставали збірками. Зовсім недавно:
- «Флеш Гордон» (тверда палітурка, Checker Book Publishing Group):
  - Том 1 (збирає перші недільні смуги Реймонда, починаючи з першого, надруковано 7 січня 1934 року; 98 сторінок, жовтень 2003 року, ISBN 0-9741664-3-X)
  - Том 2 (зібрані смуги 1935 та 1936 років; 100 сторінок, грудень 2004 р., ISBN 0-9741664-6-4)
  - Том 3 (збирає смуги, надруковані з 25 жовтня 1936 р. по 1 серпня 1937 р.; 96 сторінок, травень 2005 р., ISBN 1-933160-25-X)
  - Том 4 (зібрані смуги, надруковані між 1938 і 1940 роками; листопад 2005 р., ISBN 1-933160-26-8)
  - Том 5 (зібрані «Крижане королівство Монго», «Могутні люди Монго» та «Падіння Міна»; 1940—1941; 80 сторінок, листопад 2005 р., ISBN 1-933160-27-6)
  - Том 6 (зібрані смуги, надруковані з серпня 1941 по травень 1943; 100 сторінок, квітень 2007, ISBN 1-933160-28-4)
  - Том 7 (зібрані останні смуги з середини 1943 року до останнього випуску Раймонда за лютий 1945 року; 100 сторінок, грудень 2006 року, ISBN 1-933160-20-9)
- «Ріп Кірбі» (тверда обкладинка, IDW):
  - Том 1 (зібрані смуги, надруковані між 1946 і 1948 роками; 2009, ISBN 978-1-60010-484-8)
  - Том 2 (зібрані смуги, надруковані між 1948 і 1951 роками; березень 2010 р., ISBN 978-1-60010-582-1)
  - Том 3 (зібрані смуги, надруковані між 1951 і 1954 роками; листопад 2010 р., ISBN 978-1-60010-785-6)
  - Том 4 (зібрані смуги, надруковані між 1954 і 1956 роками; серпень 2011 р., ISBN 978-1-60010-989-8)
- «Флеш Гордон» і «Джунглі Джим» (тверда обкладинка, IDW):
  - Том 1 (зібрані смуги, надруковані між 1934 і 1936 роками; грудень 2011 р., ISBN 978-1-61377-015-3)
  - Том 2 (зібрані смуги, надруковані між 1936 і 1939 роками; серпень 2012 р., ISBN 978-1-61377-220-1)
  - Том 3 (зібрані смуги, надруковані між 1939 і 1941 роками; квітень 2013 р., ISBN 978-161377-580-6)
  - Том 4 (зібрані смуги, надруковані між 1942 і 1944 роками; травень 2014 р., ISBN 978-161377-917-0)
- «Таємний агент X-9» (тверда обкладинка, IDW):
  - 1934-1936 (збирає смуги, надруковані між 1934 і 1936 роками; лютий 2015 р. ISBN 978-1-63140-211-1)

## Подальше читання
- Roberts, Tom (2007). Alex Raymond: His Life and Art. Adventure House. ISBN 978-1-886937-78-9.